# (35353) 1997 RW9
1997 RW9 (asteroide 35353) é um asteroide da cintura principal. Possui uma excentricidade de 0.02022790 e uma inclinação de 5.19380º.
Este asteroide foi descoberto no dia 8 de setembro de 1997 por Petr Pravec em Ondřejov.